# Maryja Chudaja
Maryja Mikałajeuna Chudaja (biał. Марыя Мікалаеўна Худая, ros. Мария Николаевна Худая, Marija Nikołajewna Chudaja) – białoruska polityk, deputowana do Rady Najwyższej Republiki Białorusi XIII kadencji, w latach 1996–2000 deputowana do Izby Reprezentantów Zgromadzenia Narodowego Republiki Białorusi I kadencji.

## Życiorys
W 1995 roku mieszkała w Mińsku, pełniła funkcję przewodniczącej Mińskiego Obwodowego Komitetu ds. Ekologii. W drugiej turze wyborów parlamentarnych 28 maja 1995 roku została wybrana na deputowaną do Rady Najwyższej Republiki Białorusi XIII kadencji z Nieświeskiego Okręgu Wyborczego Nr 202. 9 stycznia 1996 roku została zaprzysiężona na deputowaną. Od 23 stycznia pełniła w Radzie Najwyższej funkcję przewodniczącej Stałej Komisji ds. Ekologii i Eksploatacji Przyrody. Była bezpartyjna, należała do popierającej prezydenta Alaksandra Łukaszenkę frakcji „Zgoda”. Od 3 czerwca była członkinią grupy roboczej Rady Najwyższej ds. współpracy z parlamentem Republiki Mołdawii. 21 czerwca została członkinią delegacji Rady do Zgromadzenia Parlamentarnego Stowarzyszenia Białorusi i Rosji. Poparła dokonaną przez prezydenta kontrowersyjną i częściowo nieuznaną międzynarodowo zmianę konstytucji. 27 listopada 1996 roku przestała uczestniczyć w pracach Rady Najwyższej i weszła w skład utworzonej przez prezydenta Izby Reprezentantów Zgromadzenia Narodowego Republiki Białorusi I kadencji. W tym samym miesiącu wraz z deputowaną Maryją Winakurawą prowadziła rozmowy z częścią parlamentarzystów, którzy odrzucili prezydencką reformę i pozostali wierni dotychczasowej Konstytucji Białorusi z 1994 roku. Zgodnie z nią mandat deputowanej Chudej do Rady Najwyższej zakończył się 9 stycznia 2001 roku; kolejne wybory do tego organu jednak nigdy się nie odbyły.
W 2001 roku była deputowaną do Zgromadzenia Parlamentarnego Związku Białorusi i Rosji i pełniła w nim funkcję przewodniczącej Komisji ds. Ekologii, Eksploatacji Przyrody i Likwidacji Skutków Awarii. Komisja ta liczyła w tamtym czasie 7 członków.